# Gwydion

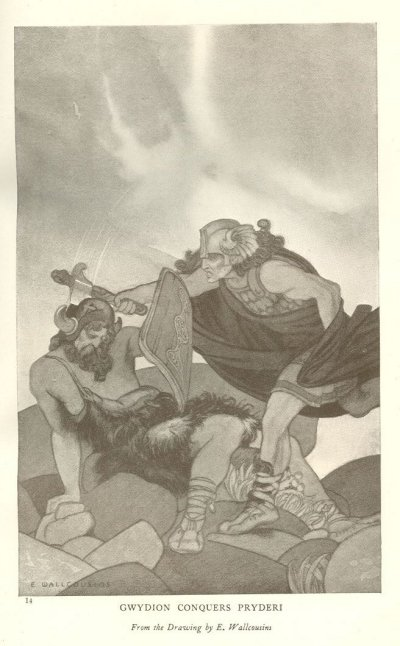
Gwydion mata a Pryderi en combate singular. Imagen de E. Wallcousins.

Gwydion fab Dôn (pronunciación en galés: [ˈꞬwɨ̞djɔn vaːb ˈdoːn] ) es un mago, héroe y trickster de la mitología galesa, que aparece de manera más prominente en la Cuarta Rama de los Mabinogi, centrada principalmente en su relación con su joven sobrino, Lleu Llaw Gyffes. Aparece también de forma prominente en las Tríadas galesas, en el Libro de Taliesin y en las Estrofas de las tumbas.
El nombre 'Gwydion' puede interpretarse como "Nacido de árboles". Robert Graves identificó a Gwydion con el Wōden germánico.

## Hazañas mitológicas

### Guerra con el Sur
Gilfaethwy, sobrino de Math fab Mathonwy, rey de Venedotia (Gwynedd), se obsesiona con Goewin, una virgen que trabaja sosteniéndole los pies a su tío (quien de otra forma morirá). El hermano de Gilfaethwy, Gwydion, conspira para iniciar una guerra entre el norte y el sur. Con este fin, Gwydion usa sus poderes mágicos para robarse una piara de cerdos del otro mundo de propiedad del rey de Demetia (Dyfed), Pryderi, quien en represalia marcha contra Gwynedd. Durante la guerra, mientras Math está distraído, los hermanos regresan a la casa y Gilfaethwy viola a Goewin.
Pryderi y sus hombres marchan al norte, donde libran una batalla entre los lugares de Maenor Bennardd y Maenor Coed Alun, pero se ven obligados a retirarse. Son entonces perseguidos hasta Nant Call, donde otra parte de sus hombres mueren masacrados, y luego hasta Dol Benmaen, donde sufren una tercera derrota. Para evitar más derramamiento de sangre, se llega al acuerdo de que el resultado de la batalla ha de decidirse por medio de un combate singular entre Gwydion y Pryderi. Los dos contendientes se encuentran entonces en un lugar llamado Y Velen Rhyd en Ardudwy, y "gracias a la fuerza, el valor, la magia y el encantamiento", Gwydion triunfa y Pryderi muere. Los hombres de Dyfed se retiran a sus tierras, lamentando la muerte de su señor.

### Nacimiento de Lleu
Cuando Math se entera del asalto a Goewin, transforma a sus sobrinos en una serie de parejas de animales: Gwydion se convierte en un ciervo durante un año, luego en una cerda y finalmente en un lobo. Gilfaethwy se convierte en una cierva, un jabalí y una loba. Cada año dan crías, que son enviadas a Math: Hyddwn, Hychddwn y Bleiddwn. Después de tres años, Math libera a sus sobrinos de su castigo y comienza la búsqueda de una nueva virgen para que le sostenga los pies. Gwydion sugiere a su hermana Arianrhod, a quien Math hace una prueba mágica para determinar su virginidad. Durante la prueba, da a luz a un "niño robusto de espeso cabello amarillo" a quien Math llama Dylan y que asume la naturaleza de los mares hasta morir a manos de su tío Gofannon.
Avergonzada, Arianrhod corre hacia la puerta, pero al salir se le cae algo pequeño, que Gwydion envuelve y coloca en un cofre al pie de su cama. Algún tiempo después, escucha gritos desde el cofre y lo abre para descubrir a un bebé. Algunos académicos han sugerido que en una forma previa de la Cuarta Rama, Gwydion era el padre de los hijos de Arianrhod.

### Eltynghedaude Arianrhod
Algunos años después, Gwydion acompaña al niño a Caer Arianrhod y se lo presenta a su madre. La furiosa Arianrhod, avergonzada por este recordatorio de cómo perdió su virginidad, le coloca una tynged (maldición) al chico: sólo ella podría darle un nombre. Gwydion, sin embargo, engaña a su hermana disfrazándose a sí mismo y al niño como zapateros convenciéndola para que vaya con ellos en persona a que le hagan unos zapatos. El niño le lanza una piedra a un chochín y lo golpea "entre el tendón y el hueso de su pierna", ante lo cual Arianrhod comenta que "es con mano hábil que el rubio lo ha golpeado". Ante esto, Gwydion se quita el disfraz, diciendo que Lleu Llaw Gyffes, "el rubio de la mano hábil," es ahora su nombre". Furiosa por el engaño, Arianrhod coloca otra tynged sobre Lleu: no recibirá armas de nadie más sino de la propia Arianrhod. Gwydion entonces engaña a su hermana una vez más, y ella, sin saberlo, arma personalmente a Lleu, lo que la lleva a colocarle una tercera tynged: que nunca tendrá una esposa humana.

Para contrarrestar la maldición de Arianrhod, Math y Gwydion:
[toman] las flores del roble, y las flores de la retama, y las flores de filipéndula, y de ellas evocaron a la doncella más bella y hermosa que jamás se haya visto. Y la bautizaron de la manera en que se hacía en ese momento, y la llamaron Blodeuwedd.

### Muerte y resurrección de Lleu
Blodeuwedd tiene un romance con Gronw Pebr, el señor de Penllyn, y los dos acuerdan asesinar a Lleu. Blodeuwedd engaña a Lleu para que le revele cómo puede ser asesinado, pues no puede ser asesinado durante el día o la noche, ni adentro ni al aire libre, ni a caballo ni a pie, ni vestido ni desnudo, ni con ningún arma fabricada legalmente. Lleu le revela que sólo se le puede matar al crepúsculo, envuelto en una red con un pie en un caldero y otro en una cabra y con una lanza forjada todo un año durante las horas en la que todos están en misa. Con esta información, ella empieza las preparaciones para su muerte.
Tras ser golpeado por la lanza lanzada por Gronw, Lleu se transforma en águila y escapa volando. Gwydion lo sigue y lo encuentra aperchado en lo alto de un roble. Cantando un englyn (conocido como englyn Gwydion), lo atrae hasta abajo del roble y lo devuelve a su forma humana. Gwydion y Math cuidan a Lleu hasta que recupera la salud antes de ir a reclamar sus tierras de manos de Gronw y Blodeuwedd. En el combate entre Lleu y Gronw, Gronw pregunta si puede colocar una piedra grande entre él y la lanza de Lleu. Lleu le permite hacerlo, y luego con su lanza perfora tanto la piedra como a Gronw, matándolo. Gwydion arrincona a Blodeuwedd y la convierte en un búho, la criatura que las demás aves odian. La historia termina cuando Lleu asciende al trono de Gwynedd.

### La batalla de los árboles
Una inmensa tradición parece haber rodeado alguna vez a la Batalla de los Árboles, un conflicto mitológico entre los hijos de Dôn y las fuerzas de Annwn, el otro mundo galés. Amaethon, hermano de Gwydion, le roba un corzo blanco y un cachorro a Arawn, rey del otro mundo, lo que lleva a una gran batalla.
Gwydion lucha junto a su hermano y, con la ayuda de Lleu, hechiza a los "árboles elementales y a los juncos" para que se levanten como guerreros contra las fuerzas de Arawn. El aliso lidera el ataque, mientras que el álamo temblón cae en batalla, y el cielo y la tierra tiemblan ante el roble, un "valiente portero contra el enemigo". Las campanillas se unen y causan una "consternación" pero el héroe es el acebo, teñido de verde.
Uno de los guerreros que luchan junto a Arawn no puede ser derrotado a menos que sus enemigos logren adivinar su nombre. Gwydion adivina el nombre del guerrero, identificándolo por las ramitas de aliso en su escudo, y canta dos englyns:
"De cascos seguros es mi corcel impulsado por las espuelas;
Las altas ramitas de aliso están en tu escudo;
Bran sois llamado, el de las ramas resplandecientes".
De cascos seguros es mi corcel en el día de batalla:
Las altas ramitas de aliso están en vuestra mano:
Bran, por la rama que lleváis
Ha Amathaon el bueno prevalecido."

### Otras tradiciones
Caer Wydion, el castillo de Gwydion, era el nombre tradicional galés de la Vía Láctea.
En las genealogías "harleianas" en galés antiguo del siglo X, (Harleian MS 3859), se hace mención a Lou Hen map Guidgen (Lou el viejo), a quien la mayoría de los académicos identifican con Lleu y Gwydion (de quien se implica que es el padre de Lleu en los Mabinogi de Math, aunque esta relación no se describe explícitamente). En la genealogía se les describe como descendientes directos de Caratauc hijo de Cinbelin hijo de Teuhant (recte Tehuant), quienes se identifican con los líderes históricos catuvellaunos Carataco, Cunobelino y Tasciovano.
Se puede encontrar varias referencias a Gwydion en la poesía galesa temprana. El poema Prif Gyuarch Taliessin pregunta "Lleu y Gwydion / ¿Harán magia?", Mientras que en el mismo corpus, el poema Kadeir Cerridwen relata muchas tradiciones familiares relacionadas con Gwydion, entre ellas cómo crea a una mujer a partir de flores y cómo trae a los cerdos desde el Sur. Este poema también se refiere a una tradición perdida acerca de una batalla entre Gwydion y un enemigo desconocido en el paso de Nant Ffrangon. Otro poema de Taliesin, Echrys Ynys, se refiere a Gwynedd como la "Tierra de Gwydion", mientras que en Ystoria Taliesin, el legendario bardo afirma haber estado presente en el nacimiento de Gwydion "ante la corte de Don".

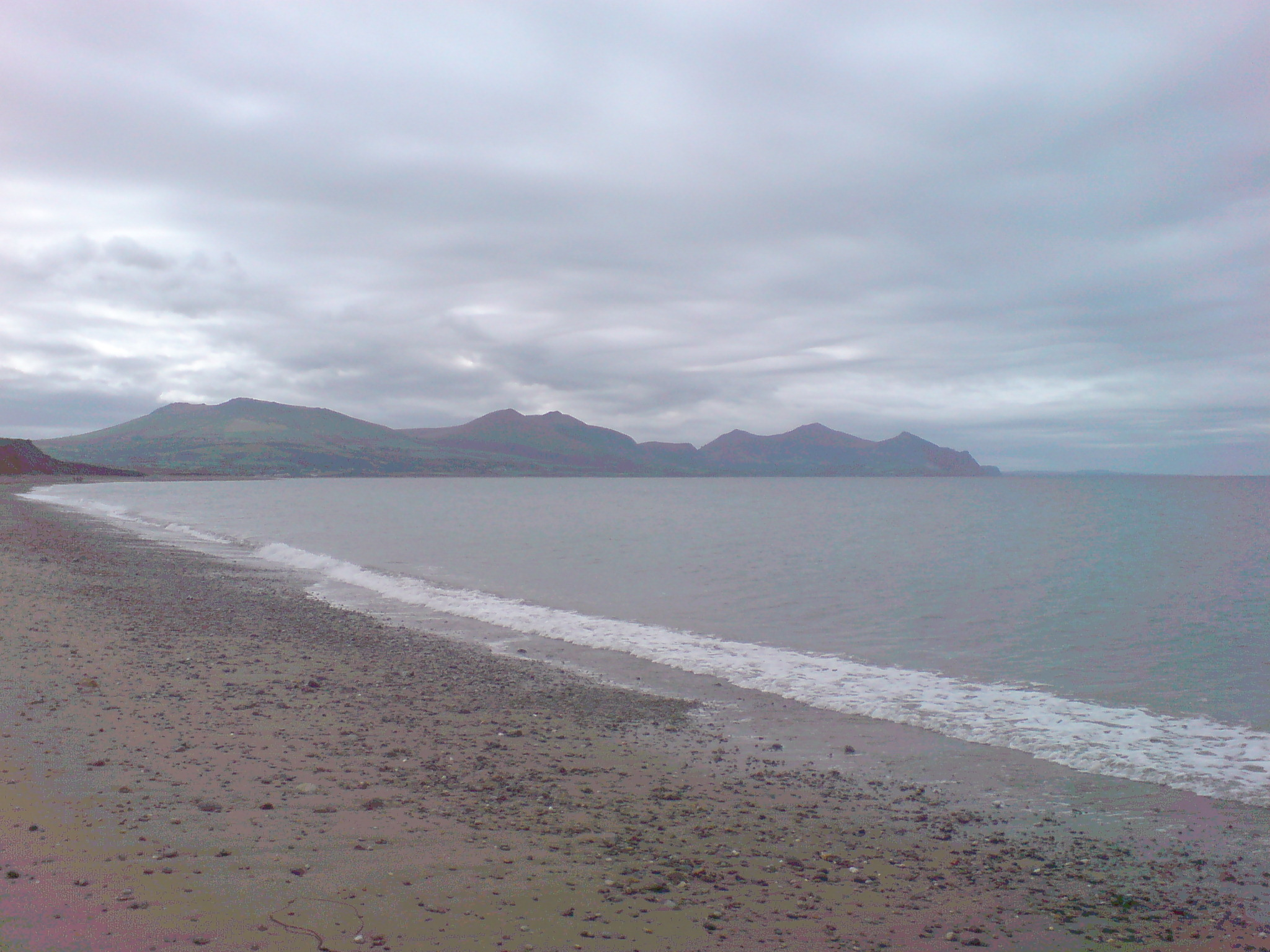
Dinas Dinlle, lugar de la tumba de Gwydion.

Las Tríadas galesas mencionan a Gwydion como uno de los "Tres zapateros dorados de la isla de Bretaña" junto con el Manawydan fab Llyr y Caswallawn fab Beli, y describen que Math le enseñó uno de los "Tres grandes encantamientos". Las Estrofas de las tumbas describen que fue enterrado en Dinas Dinlle, la ciudad de Lleu.
También se hace una referencia a Gwydion en el Diálogo de Taliesin y Ugnach, un poema-diálogo que aparece en el Libro Negro de Carmarthen. Dentro de esta narrativa, el personaje de Taliesin afirma que:
"Cuando regrese de Caer Seon
De luchar con los judíos
Vendré a la ciudad de Lleu y Gwydion".

## Gwydion en otros medios
Las Crónicas de Prydain de Lloyd Alexander, una serie de novelas de fantasía para niños inspiradas en los mitos galeses, muestra a un personaje llamado Gwydion que está basado en el Gwydion del mito pero que es marcadamente diferente en su carácter moral. En las crónicas de Prydain, el príncipe Gwydion es miembro de los Hijos de Don, la casa gobernante de Prydain y líder de guerra del rey Math. Sucede a este en el trono cuando el alto rey muere asesinado. Gwydion conoce a Taran cuando el asistente de cuidador de cerdos persigue al cerdo Hen Wen, que ha huido de su hogar. El hombre y el niño viajan juntos por un tiempo, hasta que son capturados y separados en el Castillo Espiral. En los primeros tres libros de la serie de cinco novelas, Gwydion derrota al Rey Astado gritando su nombre verdadero, lidera la misión para hacerse con el Caldero Negro y ayuda a Taran, Fflewddur Fflam, Gurgi y el príncipe Rhun a rescatar a la princesa Eilonwy de manos de la hechicera Achren. Finalmente lidera la defensa de Caer Dathyl y, como alto rey, el asalto a Annuvin por mar. En los libros, el príncipe Gwydion es un rastreador, guardabosques y guerrero experto. Como miembro de la Casa Real de Don, usa a menudo un pendiente que muestra un sencillo disco dorado que representa al sol.
La serie The Keltiad de Patricia Kennealy-Morrison, consistente en leyendas irlandesas, galesas y escocesas traducidas a un contexto interestelar de estilo Star Wars, tiene como coprotagonista un personaje llamado Gwydion príncipe de Don. Como lo hace Alexander en Las crónicas de Prydain, Kennealy-Morrison basa su personaje en el Gwydion mitológico, pero lo humaniza a través de su proceso creativo propio. Amante y primer señor de la guerra de Aeron Aoibhell, la reina de Keltia, Gwydion finalmente se convierte en el esposo de Aeron y rey de Keltia, mientras tienen numerosas aventuras basadas en episodios de las diversas ramas de los Mabinogion. Es un talentoso bardo, hechicero y guerrero, cercano a los mágicos Sidhefolk de Keltia (de quienes es descendiente), y es retratado como el compañero genuino y amoroso de Aeron y su igual en la mayoría de cosas. Asume un papel importante en la épica Batalla de los árboles que pone fin a "El trono de Scone", el último libro (cronológicamente) publicado.
Gwydion aparece brevemente en la novela American Gods de Neil Gaiman de 2001. Aparece como un repositor joven, ansioso y propenso al acné en un supermercado en Humansville, Misuri.
Gwydion fue un personaje destacado en la película animada de 2003 Y Mabinogi, en la que Philip Madoc le dio voz.
Aparece también en la serie de historia alternativa de Phillip Mann A Land Fit for Heroes, en las series de fantasía de Judith Tarr The Hound and the Falcon y Alamut, en la serie "The Language of Stones" de Robert Carter, en la novela American Gods de Neil Gaiman, en los libros de la autora galesa Jenny Sullivan y en la trilogía de Snow Spider de Jenny Nimmo. En Las nieblas de Avalón, Gwydion es el nombre de nacimiento tanto del Rey Arturo como de Mordred. Gwydion es mostrado como la identidad real del mago Click, que aparece como un personaje secundario en la serie de Junkyard druids de M. D. Massey, revelado finalmente el libro 7, Druid Vengeance. Un personaje secundario llamado Gwydion aparece en The Oaken Throne de Robin Jarvis. También se le incluye en la novela de Alan Garner The Owl Service, a través del personaje de Huw Halfbacon (este apellido siendo una referencia al robo de cerdos).
El nombre de Gwydion también aparece en el juego de Sierra King's Quest III, donde el príncipe Alejandro de Daventry ha sido secuestrado por un mago malvado llamado Manannan que le cambia el nombre a Gwydion.